# C/1868 L1 Winnecke
C/1868 L1 Winnecke è una cometa non periodica scoperta il 13 giugno 1868 dall'astronomo tedesco Friedrich August Theodor Winnecke.
Il 18 giugno 1868 divenne visibile a occhio nudo raggiungendo la 5a magnitudine e 2° di coda. Unica caratteristica di questa cometa è di avere un'orbita con una piccolissima MOID con il pianeta Venere.